# Poncho
En poncho er overtøj til at holde kroppen varm eller tør. Den blev opfundet af Andesbjergenes oprindelige befolkning og er nu kendt over hele verden.